# Pancalieri
Pancalieri (en français Pancalier) est une commune italienne de la ville métropolitaine de Turin, dans la région Piémont.

## Administration
| Période                                  | Période | Identité | Étiquette | Qualité |
| ---------------------------------------- | ------- | -------- | --------- | ------- |
|                                          |         |          |           |         |
| Les données manquantes sont à compléter. |         |          |           |         |

### Communes limitrophes
Osasio, Virle Piemonte, Vigone, Lombriasco, Casalgrasso, Villafranca Piemonte, Faule, Faule, Polonghera.